# Ксермамениль
Ксермамени́ль (фр. Xermaménil) — коммуна во французском департаменте Мёрт и Мозель региона Лотарингия. Относится к кантону Жербевиллер. 

## География

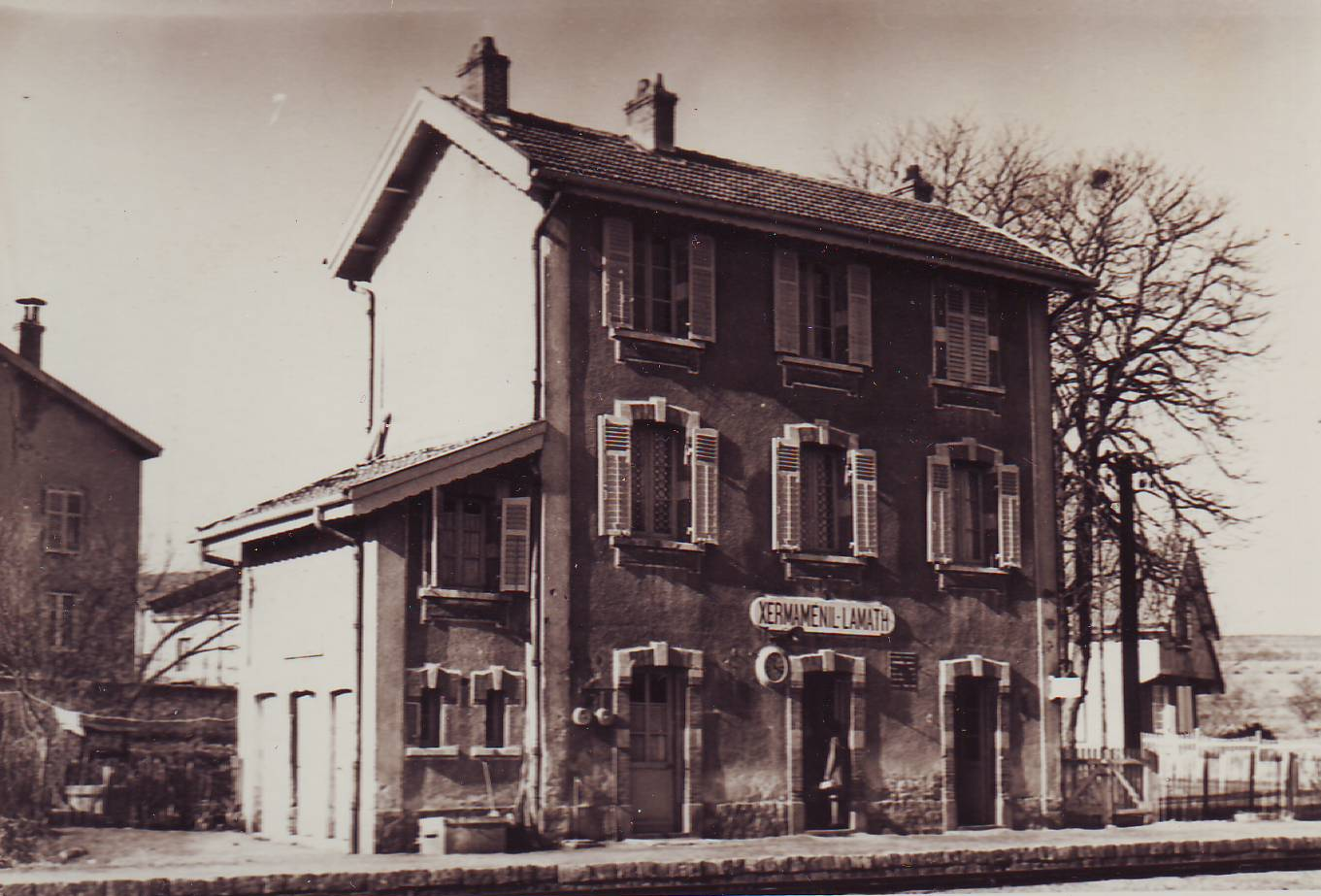
Вокзал Ксермамениль — Ламат (1966).

Ксермамениль расположен в 28 км к юго-востоку от Нанси и в непосредственной близости от Ламат. Соседние коммуны: Мон-сюр-Мёрт и Реенвиллер на севере, Франконвиль на юге, Ландекур на юго-западе, Ламат и Шармуа на западе, Бленвиль-сюр-л’О на северо-западе.

## История
- Впервые упоминается в XII веке.
- В XVIII веке перешёл от сеньора де Номени к сеньору де Рист.

## Демография
Население коммуны на 2010 год составляло 566 человек.
| 1962 | 1968 | 1975 | 1982 | 1990 | 1999 | 2010 |
| ---- | ---- | ---- | ---- | ---- | ---- | ---- |
| 297  | 283  | 273  | 305  | 410  | 423  | 566  |

## Известные уроженцы
- Анатоль Манжен (фр. Anatole Mangin; 1792—1855) — французский генерал
- Леон Манжен (фр. Léon Mangin; 1822—1882) — французский генерал, племянник Анатоля Манжена

В Ксермамениле две главные улицы носят имена этих знаменитых уроженцев коммуны.